# Pszenica płaskurka
Pszenica płaskurka (Triticum turgidum subsp. dicoccum (Schrank ex Schübl.) Thell.) – w zależności od ujęcia systematycznego podgatunek lub gatunek pszenicy. Pochodzi z rejonu Żyznego Półksiężyca i nadal rośnie w stanie dzikim w Azji Mniejszej. Przede wszystkim jednak pszenica ta znana jest jako roślina uprawna, zaliczana do zbóż. Obecnie uprawiana jest na całym świecie.

## Pochodzenie
Pszenica płaskurka powstała w wyniku mutacji z Triticum turgidum subsp. dicoccoides (≡T. dicoccoides), u której ziarniaki zrośnięte są z ościstą plewą, a osadka kłosowa jest bardzo łamliwa, wskutek czego kłosy po dojrzeniu samorzutnie rozpadają się. Kłos płaskurki nie rozpada się już samorzutnie. Obydwa te gatunki pszenicy są tetraploidami (liczba chromosomów 2n = 28), ale T. turgidum subsp. dicoccoides zawiera gen NAM-B1, który hamuje dojrzewanie ziarna i powoduje większy rozmiar ziarniaków, jednocześnie zmniejszając ilość azotu, żelaza i cynku w liściach i nasionach. Genu tego brak u płaskurki, nie występuje on też u żadnej z współcześnie uprawianych pszenic.
Pszenica płaskurka z kolei dała początek dwom innym gatunkom pszenicy: pszenicy twardej Triticum durum oraz pszenicy orkisz, która jest heksaploidem i powstała w wyniku skrzyżowania płaskurki i Aegilops tauschii.

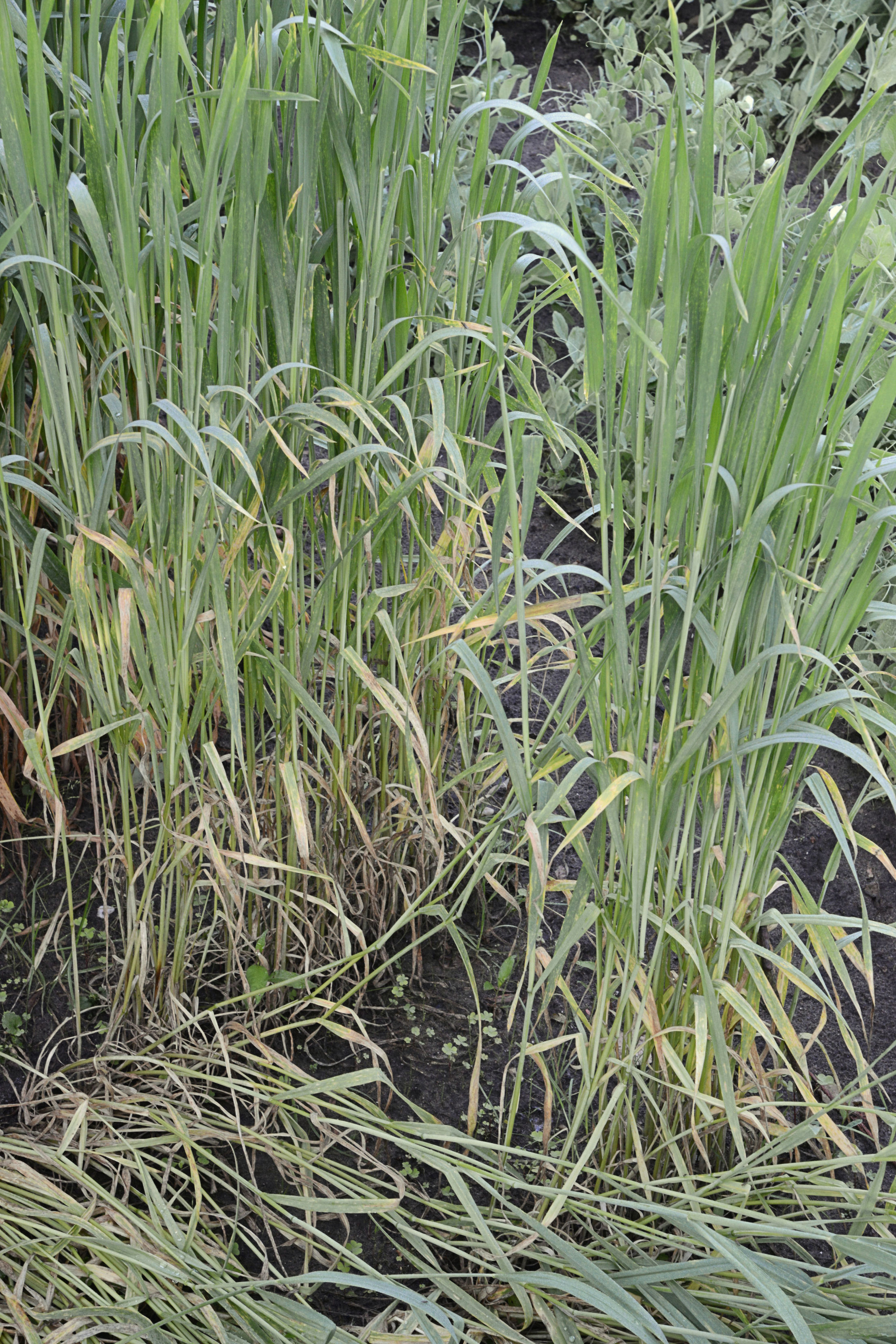
Pokrój

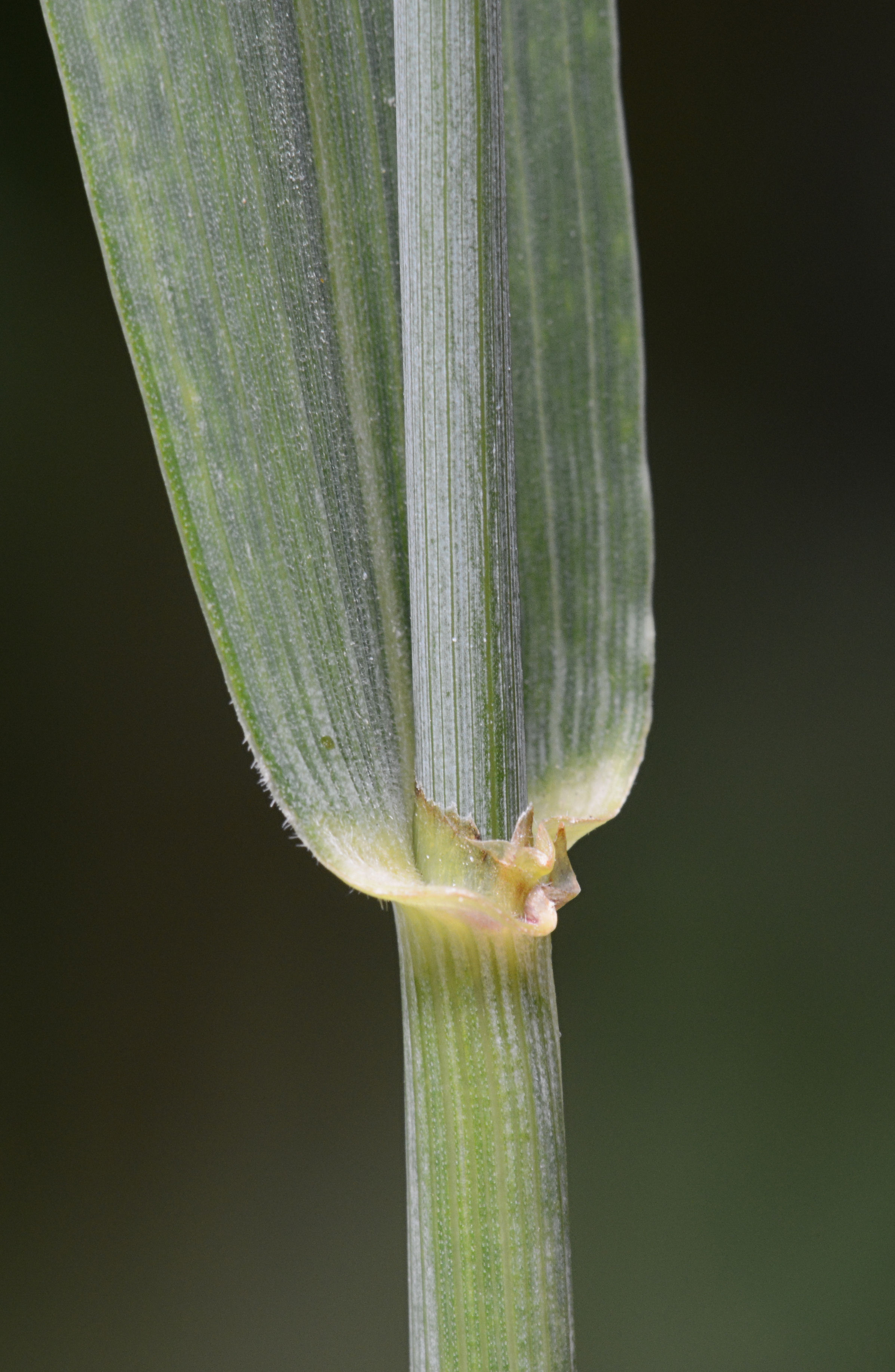
Źdźbło

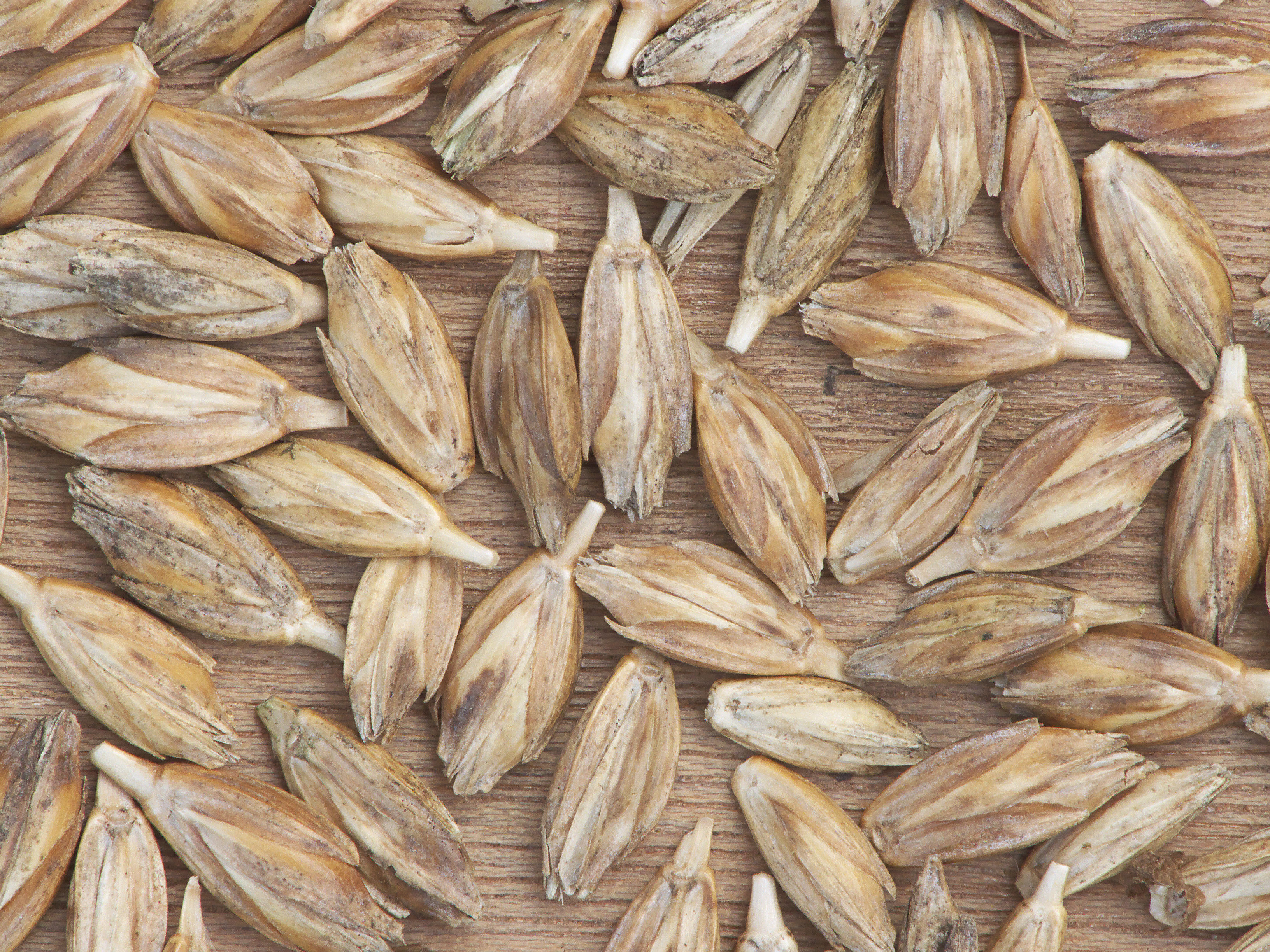
Ziarniaki

## Zastosowanie
Uprawiana jest głównie jako roślina zbożowa dla ludzi, w mniejszym stopniu jako pasza dla zwierząt. W początkach rolnictwa była powszechnie uprawianym zbożem, obecnie płaskurka nie jest tak popularna, jak pszenica zwyczajna (Triticum vulgare) i uprawiana jest na dużo mniejszych areałach. Z jej ziarniaków robi się mąkę. Ma ona takie samo zastosowanie jak mąka z pszenicy zwyczajnej, jednak zawiera więcej błonnika, przez co lepiej nadaje się do produkcji makaronów. W niektórych krajach można kupić ziarna płaskurki, lub wypiekany z niej chleb. Ostatnio uprawa płaskurki staje się w wielu krajach modna. Jak wszystkie gatunki pszenicy  zawiera gluten i nie nadaje się dla chorych na celiakię.
W Polsce  mąka z tego zboża produkowana jest w trzech miejscach, z czego dwa znajdują się na Dolnym Śląsku.

## Historia uprawy
Była jednym z pierwszych uprawianych gatunków pszenic (wcześniej uprawiano tylko Triticum turgidum subsp. dicoccoides). Pochodzące sprzed 17 tys. lat p.n.e. ziarna płaskurki odkryto w wykopaliskach Ohalo II oraz w Netiw ha-Gedud (te pochodziły z okresu 10 000–9400 lat p.n.e.). Jej uprawa rozpoczęła się w rejonie Żyznego Półksiężyca na Bliskim Wschodzie. Badania DNA wykazały, że pierwszym ośrodkiem jej udomowienia były okolice  Şanlıurfa w południowo-wschodniej Turcji, a udomowienie płaskurki nastąpiło ok. 9800–8800 lat p.n.e. Niewielkie ilości ziaren płaskurki znajduje się także w wykopaliskach z Półwyspu Indyjskiego, datowanych na 7000–5000 lat p.n.e.
Pszenica płaskurka była uprawiana w czasach biblijnych zarówno w Starożytnym Egipcie, jak i Izraelu. Świadczą o tym wykopaliska, np. w Petrze znaleziono pochodzące z tego okresu ziarna płaskurki w glinie spalonego domu. Była wówczas głównym plonem pól uprawnych. Ponieważ w niektórych latach w Izraelu z powodu niesprzyjającej pogody czasami źle plonowała, było to przyczyną głodu. Wówczas sprowadzano pszenicę z Egiptu, który miał pola nawadniane i magazyny zbóż (Kpł 23,5). W Egipcie i na Bliskim Wschodzie uprawiano wtedy także jęczmień oraz pszenicę twardą (Triticum durum), ale w Egipcie płaskurka była najważniejszym zbożem. W Izraelu jako ważny gatunek zboża uprawiana była jeszcze do późnej epoki żelaza.
W Europie płaskurka uprawiana była co najmniej od 3400 lat p.n.e., później jej miejsce zajęły inne gatunki pszenicy. Najdłużej jako główne zboże uprawiana była w północno-wschodniej Europie.

## Udział w kulturze
- W Biblii pszenica wymieniona jest ponad 70 razy. Płaskurka opisana jest hebrajskim słowem kussemeţ, oraz innymi, ogólnymi, oznaczającymi: zboże, zboże stojące na polu, garść ściętego zboża, pojedyncze źdźbło, zboże wymłócone, ale nie oczyszczone, zboże wymłócone i oczyszczone, zboże prażone, pasza, obrok. W czasach biblijnych w Izraelu płaskurka była głównym zbożem uprawowym, ale z pszenic uprawiano też Triticum durum i Triticum aestivum[7].
- Oczekiwanie na dojrzewanie pszenicy było w Izraelu połączone z wieloma świętami rolniczymi. Podczas święta Szawuot (Święto Żniw) świątyni ofiarowywano plon pszenicy[7].